# Integration genom substitution
Integration genom substitution är inom analysen en metod för att finna primitiva funktioner. Den är ett viktigt verktyg inom matematiken och kan ses som motsvarigheten till kedjeregeln inom differentialkalkyl.

## Substitution av en variabel

### Sats
Låt I ⊆ ℝ vara ett intervall och {\displaystyle \varphi :[a,\ b]\rightarrow I} vara en differentierbar funktion med integrerbar derivata. Antag att ƒ : I → ℝ är en kontinuerlig funktion. Då är
{\displaystyle \int _{\varphi (a)}^{\varphi (b)}f(x)dx=\int _{a}^{b}f(\varphi (t))\varphi '(t)dt}
Med annan notation: substitutionen {\displaystyle x=\varphi (t)} ger
{\displaystyle {\frac {dx}{dt}}=\varphi '(t)}
Formellt är således {\displaystyle dx=\varphi '(t)dt}, vilket är den substitution som krävs för dx.
Satsen används för att transformera en integral till en annan integral som är lättare att beräkna. Således kan formeln användas i riktningen vänster till höger eller från höger till vänster för att förenkla en given integral.

### Bevis
Integration genom substitution kan härledas från analysens huvudsats.  
Låt funktionen ƒ vara kontinuerlig på I och funktionen φ vara integrerbar över det slutna intervallet [a, b]. Funktionen {\displaystyle f(\varphi (t))\varphi '(t)} är också integrerbar över [a, b]. Då existerar integralerna
{\displaystyle \int _{\varphi (a)}^{\varphi (b)}f(x)\,dx}
och
{\displaystyle \int _{a}^{b}f(\varphi (t))\varphi '(t)\,dt}
och det återstår att visa att de är lika.
Då ƒ är kontinuerlig, har den en primitiv funktion F. Den sammansatta funktionen F ∘ φ är därmed definierad. Då F och φ är differentialbara, ger kedjeregeln
{\displaystyle (F\circ \varphi )'(t)=F'(\varphi (t))\varphi '(t)=f(\varphi (t))\varphi '(t)}
Tillämpning av analysens fundamentalsats två gånger ger
{\displaystyle {\begin{aligned}\int _{a}^{b}f(\varphi (t))\varphi '(t)\,dt&=\int _{a}^{b}(F\circ \varphi )'(t)\,dt\\&=(F\circ \varphi )(b)-(F\circ \varphi )(a)\\&=F(\varphi (b))-F(\varphi (a))\\&=\int _{\varphi (a)}^{\varphi (b)}f(x)\,dx,\end{aligned}}}
vilket är substitutionsregeln.

### Exempel

#### Exempel 1: från höger till vänster
Betrakta integralen
{\displaystyle \int _{0}^{2}x\cos(x^{2}+1)\,dx}
Om satsen tillämpas från höger till vänster och substitutionen u =  ϕ(x) =  (x2 + 1) görs, erhålls du = 2x dx och således; x dx = ½du
{\displaystyle {\begin{aligned}\int _{x=0}^{x=2}x\cos(x^{2}+1)\,dx&{}={\frac {1}{2}}\int _{u=1}^{u=5}\cos(u)\,du\\&{}={\frac {1}{2}}(\sin(5)-\sin(1)).\end{aligned}}}
Det är viktigt att notera att då den undre gränsen x = 0 ersattes av u = 02 + 1 = 1, och den övre gränsen x = 2 ersattes med u = 22 + 1 = 5, var en transformation tillbaka till x onödig.

#### Exempel 2: från vänster till höger
För integralen
{\displaystyle \int _{0}^{1}{\sqrt {1-x^{2}}}\;dx}
måste satsen användas från vänster till höger:
substitutionen x = sin(u), dx = cos(u) du är användbar, eftersom{\displaystyle {\sqrt {(1-\sin ^{2}(u))}}=\cos(u)}:
{\displaystyle \int _{0}^{1}{\sqrt {1-x^{2}}}\;dx=\int _{0}^{\frac {\pi }{2}}{\sqrt {1-\sin ^{2}(u)}}\cos(u)\;du=\int _{0}^{\frac {\pi }{2}}\cos ^{2}(u)\;du=}
{\displaystyle ={\frac {1}{2}}\int _{0}^{\frac {\pi }{2}}(1+\cos(2u))\;du={\frac {\pi }{4}}+0={\frac {\pi }{4}}}
Den resulterande integralen kan beräknas med partiell integration eller med formeln för dubbla vinkeln följd av ytterligare en substitution. 

#### Exempel 3: primitiv funktion
Substitution kan användas för att bestämma primitiva funktioner.  Man väljer en relation mellan  x och u, bestämmer motsvarande relation mellan dx och du genom differentiering och utför substitutionerna. En primitiv funktion till den substituerade funktionen kan förhoppningsvis hittas. Den ursprungliga substitutionen mellan u och x görs sedan ogjord.
På liknande sätt som i exempel 1, kan den primitiva funktionen bestämmas med denna metod:
{\displaystyle \int x\cos(x^{2}+1)\,dx={\frac {1}{2}}\int 2x\cos(x^{2}+1)\ dx=}
{\displaystyle ={\frac {1}{2}}\int \cos u\,du={\frac {1}{2}}\sin u+C={\frac {1}{2}}\sin(x^{2}+1)+C}
där C är en godtycklig integrationskonstant.
Notera att det fanns inga integrationsgränser att transformera, men i det sista steget var det nödvändigt att göra den omvända substitutionen till den ursprungliga u = x2 + 1.

## Substitution av flera variabler
Substitution kan användas vid integrering av funktioner av flera variabler.
I detta fall måste substitutionsfunktionen (v1,...,vn) = φ(u1, ..., un ) vara injektiv och kontinuerligt differentierbar och differentialerna transformeras som
{\displaystyle dv_{1}\cdots dv_{n}=|\det(\operatorname {D} \varphi )(u_{1},\ldots ,u_{n})|\,du_{1}\cdots du_{n}}
där det(Dφ)(u1, ..., un ) betecknar jacobianen, determinanten, som består av φ:s partiella derivator. Detta uttryck beskriver det faktum att det absoluta värdet av en determinant till en matris är lika med volymen av den parallellotop (generalisering av parallellepiped) som spänns upp av dess kolonner eller rader.
Mer precis, satsen om substituition av flera variabler kan formuleras som
Låt U vara en öppen mängd i Rn och φ : U → Rn  vara en injektiv, differentierbar funktion med kontinuerliga partiella derivator, en jakobian , vilken är nollskild för varje x i U. Då gäller för varje reellvärd, kontinuerlig funktion f, definierad för varje φ(U),
{\displaystyle \int _{\varphi (U)}f(\mathbf {v} )\,d\mathbf {v} =\int _{U}f(\varphi (\mathbf {u} ))\left|\det(\operatorname {D} \varphi )(\mathbf {u} )\right|\,d\mathbf {u} .}